# Казарма 1287 км
Казарма 1287 км — упразднённый населённый пункт в составе Куединского муниципального округа в Пермском крае России.

## География
Казарма расположена в восточной части округа у железной дороги Казань-Екатеринбург на расстоянии примерно 8 километров на восток-северо-восток по прямой от посёлка Куеда.

## Климат
Климат умеренно-континентальный. Зима продолжительная, снежная. Средняя температура января −14…−15 °C. Лето умеренно-тёплое. Самый тёплый месяц — июль. Средняя температура июля +18,5 °C. средняя годовая температура составляет +2,1 °C. Абсолютный максимум июльских температур достигает +38 °C, а минимальный +2 °C. Длительность вегетационного периода (с температурой выше +5 °C) колеблется от 155 до 165 дней, безморозный период колеблется от 110 до 130 дней. Период с температурой воздуха выше 10 °C продолжается в течение 125 дней. Осадков в среднем выпадает 450—550 мм. Средняя дата первого заморозка 20 сентября. Снежный покров устанавливается в конце октября — начале ноября и держится в среднем 170—190 дней в году. Средняя дата появления первого снежного покрова 18 октября. Толщина снега к марту месяцу достигает 60-70 см.

## История
Населённый пункт появился при строительстве железной дороги. В селении жили семьи тех, кто обслуживал железнодорожную инфраструктуру.
С 2006 до 2020 года казарма входила в состав Бикбардинского сельского поселения Куединского района. После упразднения обоих муниципальных образований в мае 2020 г. имеет статус рядового населённого пункта Куединского муниципального округа.
Упразднён в сентябре 2023 года.

## Население
| 2010 |
| ---- |
| 2    |

Постоянное население составляло 11 человек в 2002 году (27 % русские, 55 % башкиры), 2 человека в 2010 году.

## Инфраструктура
Путевое хозяйство. Действует железнодорожная платформа 1287 км.

## Транспорт
Железнодорожный транспорт. Есть просёлочная дорога, в пешей доступности автодорога 57К-0030 Чернушка — Куеда.